# Холод Віталій Русланович
Віталій Русланович Холод (нар. 15 січня 2004, Львів, Україна) — український футболіст, центральний захисник львівського «Руху».

## Клубна кар'єра
Народився у Львові. Футболом розпочав займатися у ДЮСШ №4 з рідного міста, де його першими тренерами були Андрій Чорний та Віталій Пономарьов. Потім виступав за академії «Карпат» та «Руху».
У вересні 2020 року підписав контракт із «Рухом». У 2021 та 2022 виступав за команду U-19, з якою навесні 2022 він здобув золоті медалі юнацького чемпіонату України, та за «Рух-2» в Прем'єр-лізі Львівської області. В українській Прем'єр-лізі дебютував 7 грудня 2022 року в нічийному (2:2) домашньому поєдинку 14-го туру проти одеського «Чорноморця». Віталій вийшов на поле на 46-й хвилині замість Дениса Підгурського. У сезоні 2022/23 років зіграв 9 матчів у вищому дивізіоні чемпіонату України. У першому колі сезону 2023/24 вийшов на поле за «Рух» лише двічі, граючи переважно за команду U-19.

## Кар'єра в збірній
У футболці юнацької збірної України (U-19) дебютував 17 листопада 2022 року в переможному (1:0) домашньому поєдинкукваліфікації юнацького чемпіонату Європи (U-19) проти однолітків з Косова. Холод вийшов на поле в стартовому складі та відіграв увесь матч. Єдиним голом за команду U-19 відзначився 23 листопада 2022 року на 77-й хвилині переможного (2:0) виїзного поєдинку кваліфікації юнацького чемпіонату Європи (U-19) проти Швеції. Віталій вийшов на поле в стартовому складі та відіграв увесь матч. Загалом у футболці юнацької збірної України (U-19) провів 4 поєдинки та відзначився 1-м голом.